# Zalesie (Kozłowo)
Zalesie (deutsch Salleschen) ist ein Dorf in der polnischen Woiwodschaft Ermland-Masuren. Es gehört zur Gmina Kozłowo (Landgemeinde Groß Koslau, 1938 bis 1945 Großkosel) im Powiat Nidzicki (Kreis Neidenburg).

## Geographische Lage
Zalesie liegt im Südwesten der Woiwodschaft Ermland-Masuren, zehn Kilometer südwestlich der Kreisstadt Nidzica (deutsch Neidenburg).

## Geschichte
Das kleine und vor 1820 Saleschen genannt Dorf wurde 1357 gegründet. 1874 wurde die Landgemeinde in den Amtsbezirk Scharnau im ostpreußischen Kreis Neidenburg eingegliedert, zu dem es bis 1945 gehörte.
Im Jahre 1910 waren 149 Einwohner in Zalesie registriert. Im Jahre 1933 waren es 157, und 1939 bereits 192.
In Kriegsfolge kam Salleschen 1945 mit dem gesamten südlichen Ostpreußen zu Polen. Das Dorf erhielt die polnische Namensform „Zalesie“ und ist heute als Sitz eines Schulzenamts (polnisch Sołectwo) eine Ortschaft im Verbund der Gmina Kozłowo (Landgemeinde Groß Koslau, 1938 bis 1945 Großkosel) im Powiat Nidzicki (Kreis Neidenburg), bis 1998 der Woiwodschaft Olsztyn, seither der Woiwodschaft Ermland-Masuren zugehörig.

## Kirche
Bis 1945 war Salleschen in die evangelische Kirche Saberau (polnisch Zaborowo) in der Kirchenprovinz Ostpreußen der Kirche der Altpreußischen Union, außerdem in die römisch-katholische Pfarrkirche Neidenburg eingepfarrt. Heute gehört Zalesie evangelischerseits zur Heilig-Kreuz-Kirche Nidzica in der Diözese Masuren der Evangelisch-Augsburgischen Kirche in Polen, katholischerseits zur Pfarrei Zaborowo im Erzbistum Ermland.

## Verkehr
Zalesie ist der Kreuzungspunkt der beiden Nebenstraßen Kanigowo–Sarnowo und Cebulki–Białuty. Die nächste Bahnstation ist Kozłowo an der Bahnstrecke Działdowo–Olsztyn (deutsch Soldau–Allenstein).

## Persönlichkeit
- Werner Zywietz (* 21. Mai 1940 in Salleschen), deutscher Kaufmann und FDP-Politiker